# Jupiter froid
Un Jupiter froid est une planète géante gazeuse qui orbite à une distance relativement importante de son étoile. Ces planètes sont donc d'une masse similaire à celle de Jupiter et ont des températures relativement faibles.
Dans le Système solaire, deux planètes sont de ce type : Jupiter et Saturne. Dans d'autres systèmes planétaires, plusieurs autres planètes de ce type ont été trouvées, comme Rho Indi b.